# Jürg Kuster
Jürg Kuster (* 1958) ist ein Schweizer Projektmanager und Sachbuchautor.

## Leben
Jürg Kuster studierte an der ETH Zürich die Ingenieurwissenschaften und arbeitete als Informatikprojektleiter. Er ist Inhaber der Pentacon AG in Winterthur und war bis 2020 Geschäftsleiter der BWI Management Weiterbildung, am ehemaligen Betriebswissenschaftlichen Institut der ETH Zürich. Heute ist er als Trainer und Coach für Führungskräfte in Stamm- und Projektorganisationen und als Dozent tätig.
Sein meistzitiertes Werk ist das als Coautor verfasste Handbuch Projektmanagement, welche in deutscher und englischer Sprache im Springerverlag erscheint.

## Publikationen (Auszug)
- mit Bachmann, C., Huber, E., Hubmann, M., Lippmann, R., Schneider, E., Schneider, P., Witschi, U., Wüst, R.: Handbuch Projektmanagement: Agil – Klassisch – Hybrid, 4. Aufl., Springer Gabler, Berlin 2019, ISBN 978-3-662-57877-3.

- mit Bachmann, C., Huber, E., Hubmann, M., Lippmann, R., Schneider, E., Schneider, P., Witschi, U., Wüst, R.: Project Management Handbook, 1. Aufl., Springer Gabler, Berlin 2015, ISBN 978-3-662-45373-5.